# ATC code J04
ATC code J04 داروهای ضد مایکوباکتریوم زیرگروهی درمانی از سیستم طبقه‌بندی شیمیایی درمانی آناتومیک است. این سیستمِ متشکل از کدهای حرفی‌عددی را سازمان جهانی بهداشت برای طبقه‌بندی داروها و سایر تولیدات پزشکی ایجاد کرده است. زیرگروه J04 جزوی از گروه آناتومیک J ضدعفونت‌ها جهت مصارف سیستمیک است.

کدهای مورد استفاده در دامپزشکی (کدهای ATCvet) را می‌توان با گذاشتن حرف Q جلو کدهای انسانی ATC ایجاد کرد: مثلاً QJ04. 
ممکن است نسخه‌های ملی از طبقه‌بندی ATC حاوی کدهای اضافه‌ای باشند که در این فهرست (نسخهٔ سازمان جهانی بهداشت) نیامده باشند.

## J04A داروهای درمانسل

### J04AAAminosalicylic acidand derivatives
J04AA01 Aminosalicylic acid
J04AA02 Sodium aminosalicylate
J04AA03 Calcium aminosalicylate

### J04AB آنتی‌بیوتیک‌ها
J04AB01 سیکلوسرین
J04AB02 ریفامپین
J04AB03 ریفامایسین
J04AB04 Rifabutin
J04AB05 Rifapentin
J04AB30 کاپرئومایسین

### J04ACهیدرازیدها
J04AC01 ایزونیازید
J04AC51 Isoniazid, combinations

### J04ADتیواورهderivatives
J04AD01 پروتیونامید
J04AD02 Tiocarlide
J04AD03 اتیونامید

### J04AK Other drugs for treatment of tuberculosis
J04AK01 پیرازینامید
J04AK02 اتامبوتول
J04AK03 Terizidone
J04AK04 Morinamide
J04AK05 آر ۲۰۷۹۱۰
J04AK06 Delamanid
J04AK07 Amithiozone

### J04AM Combinations of drugs for treatment of tuberculosis
J04AM01 Streptomycin and isoniazid
J04AM02 Rifampicin and isoniazid
J04AM03 Ethambutol and isoniazid
J04AM04 Thioacetazone and isoniazid
J04AM05 Rifampicin, pyrazinamide and isoniazid
J04AM06 Rifampicin, pyrazinamide, ethambutol and isoniazid

## J04B Drugs for treatment oflepra

### J04BA Drugs for treatment of lepra
J04BA01 کلوفازیمین
J04BA02 داپسون
J04BA03 Aldesulfone sodium